# Carmen Martínová
Carmen Dolores Martínová Berenguerová (* 29. května 1988 Roquetas de Mar) je bývalá španělská házenkářka. Je vysoká 169 cm a hrávala na pozici pravého křídla.

## Klubová kariéra
S házenou začala v sedmi letech v klubu CB Roquetas. V roce 2010 se stala hráčkou SD Itxako, kde se stala mistryní Španělska v letech 2011 a 2012 a byla finalistkou Ligu mistryň v roce 2011. Během angažmá v RK Krim Mercator vyhrála v roce 2013 slovinskou ligu i pohár. S klubem CSM Bukurešť byla třikrát mistryní Rumunska a vyhrála Ligu mistryň v roce 2016. Bylo jí také uděleno čestné občanství Bukurešti. S IK Sävehof získala v roce 2023 švédský titul. Na konci sezóny 2023/2024 oznámila ukončení hráčské kariéry.

## Reprezentační kariéra
Se španělskou reprezentací získala bronz na londýnské olympiádě. Startovala také na LOH 2016, kde španělský tým obsadil šesté místo, a na LOH 2020, kde skončil devátý. Reprezentovala na šesti světových šampionátech. Na mistrovství světa v házené žen 2011 v Brazílii obsadila se španělským týmem třetí místo a byla vyhlášena nejlepší pravou křídelnicí turnaje. Hrála ve finále mistrovství Evropy v házené žen v letech 2008 a 2014. Ve španělském národním týmu v letech 2005 až 2022 odehrála 250 utkání a vstřelila 866 branek. 